# Bibelbältet (Nederländerna)

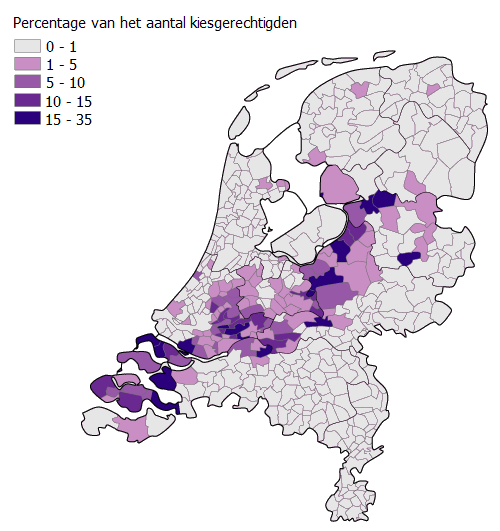
Bibelbältet sträcker sig genom det nederländska inlandet till den belgiska gränsen vid Kanalkusten (SGP-väljare).

Bibelbältet (nederländska: Bijbelgordel) är i Nederländerna ett geografiskt område med en överproportionerlig religiös tillhörighet, i synnerhet till den reformerta, kalvinistiska kyrkan.